# Uberto Benvoglienti
Uberto Benvoglienti, né le 3 octobre 1668 à Sienne et mort dans cette même ville le 23 février 1733, est un érudit et historien italien.

## Biographie
Né à Sienne en 1668, Uberto Benvoglienti passe en Italie pour un de ceux qui ont restauré les études historiques montrant un penchant particulier pour l'histoire médiévale siennoise, la diplomatie et les textes anciens en langue vernaculaire. Jouissant d’une fortune, il ouvrit sa maison aux savants et surtout à ceux qui cultivaient la philologie l’archéologie et l’histoire. Il a fourni d’utiles observations à Apostolo Zeno, à Salvini, à Grandi, et particulièrement à Muratori, qui le cite souvent. Dans le second tome des Delizie degli Eruditi Toscani, on trouve l’opinion de Benvoglienti sur l’origine de la langue italienne. Il mourut le 23 février 1733.